# Palais Daming
Le palais Daming (chinois simplifié : 大明宫 ; chinois traditionnel : 大明宮)(litt : palace de Grande Clarté) est le nom du complexe palatial ayant servi de résidence aux empereurs de la dynastie Tang,. Il se situait au nord-est de Chang'an, la capitale de l'empire, ce qui correspond actuellement à la ville-préfecture de Xi'an, dans la province du Shaanxi. Il a rempli ce rôle de résidence royale pendant plus de 220 ans. Aujourd'hui, le site de ce palais est classé héritage national de la Chine et un musée, le Daming Palace National Heritage Park (chinois simplifié : 大明宫国家遗址公园 ; chinois traditionnel : 大明宮國家遺址公園 ; pinyin : dàmíng gōng guójiā yízhǐ gōngyuán), y a été érigé.

## Changements de nom
Lors de sa construction, le palais est nommé palais Yong'an, mais il est rebaptisé palais Daming en 635,. En 662, après des travaux de rénovation, il change à nouveau de nom et devient le palais Penglai,. Nouveau changement en 670, où il prend le nom de palais Hanyuan ou palais Yuan. Enfin, en 701, il est renommé une dernière fois et redevient le palais Daming,.

## Histoire
La première résidence royale des empereurs de la dynastie Tang est le palais Taiji (太极宫), qui a été construit pour leurs prédécesseurs de la dynastie Sui.
En 632, le chancelier Ma Zhou s'offusque que l'empereur retiré Tang Gaozu vive dans le palais de Da'an (大安宮), situé à l'Ouest de la capitale, qu'il considère comme un endroit inhospitalier, car il a été construit dans la partie la plus inhospitalière de Chang'an où l'on souffre de l'humidité et de la chaleur pendant l'été. Selon lui, depuis que l'empereur Tang Taizong a pris l'habitude de se rendre à la campagne pendant l’été, il laisse son père à Chang'an où il souffre dans la chaleur estivale. Cependant, il faut modérer cette accusation, car Gaozu refusait systématiquement les invitations de son fils, l'empereur Taizong, lorsque ce dernier lui proposait de passer l'été ensemble. En effet, depuis le coup d'État sanglant du coup de la porte Xuanwu de 626, qui a permis au fils d'écarter le père du pouvoir, il semble que les relations entre les deux hommes ne se sont jamais normalisées et qu'une grande rancœur existe entre eux.
En 634, l'empereur Taizong lance la construction du palais Daming sur le plateau de Longshou,. Il ordonne la construction de ce palais d'été pour en faire la résidence de son père, comme un acte de piété filiale. Cependant, l'empereur Gaozu tombe malade peu après et meurt en 635, sans jamais avoir vu le palais achevé. À la suite du décès de l'empereur retiré, la construction de Daming s'arrête net.
Le chantier reste en l'état, jusqu’à ce que la première concubine impériale Wu Zeitan ordonne à Yan Liben, l'architecte de la Cour, de reprendre la conception du palais en 660. La construction reprend en 662, avec l’achèvement du bâti déjà existant et le rajout de la salle Hanyuan, pour s'achever en 663, sous le règne de l'empereur Tang Gaozong. Le 5 juin 663, la famille impériale commence à déménager du palais Taiji dans le palais Daming, dont la construction n'est pas encore complètement terminée, qui devient le nouveau siège de la Cour impériale et le centre politique de l'Empire,,.

## Organisation spatiale
Sur l'axe central du palais on trouve, en partant du sud pour aller vers le nord, la salle Hanyuan, la salle Xuanzheng et la salle Zichen. Ces salles sont historiquement connues comme étant les "Trois grandes salles" et font respectivement partie de la cour extérieure, la cour centrale et la cour intérieure. L'entrée centrale sud du palais Daming est la porte Danfeng, qui se compose de cinq points d'entrée.

### Cour extérieure

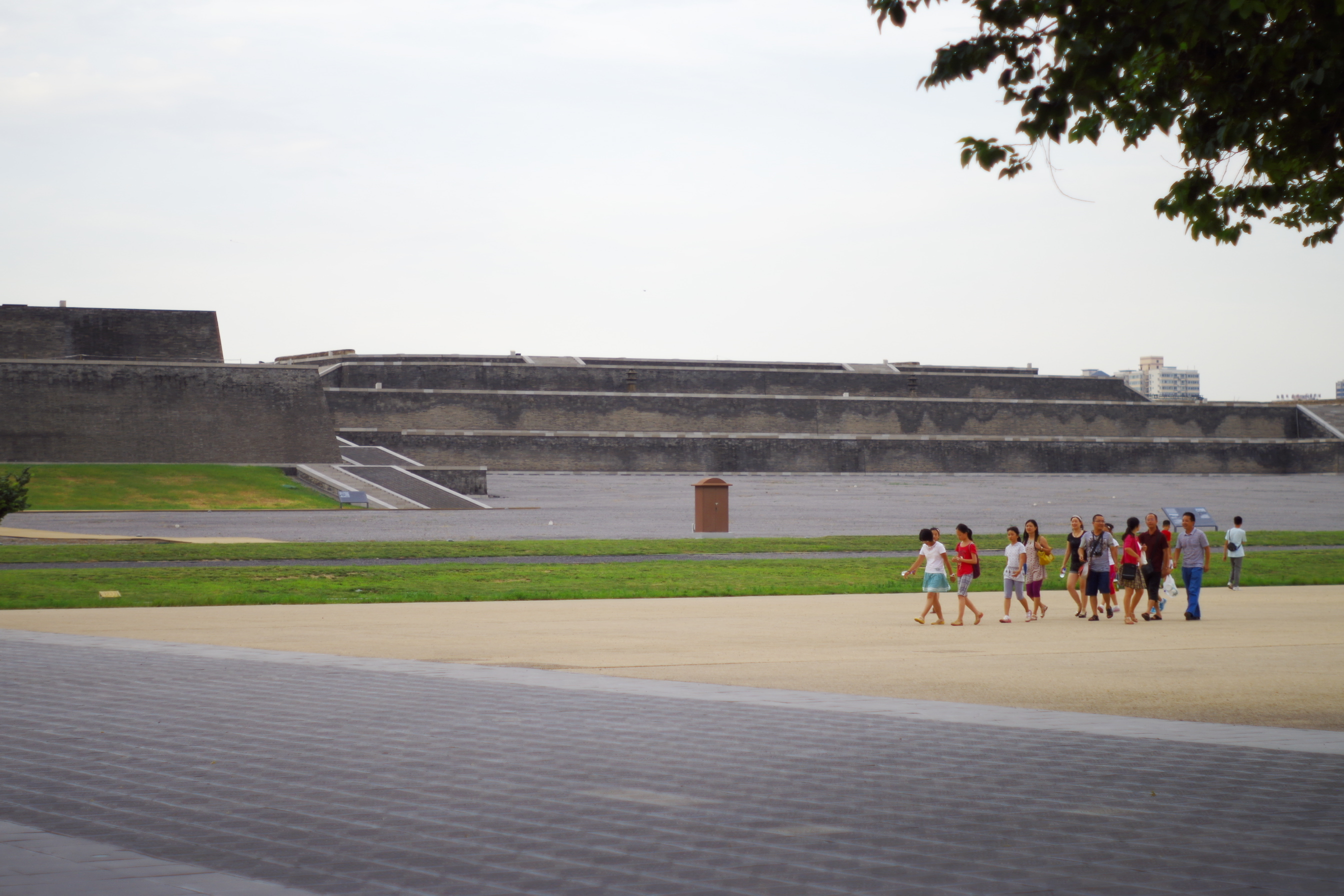
Site des fondations de la salle Hanyuan

Après avoir traversé la porte Danfeng, on entre dans une cour de 630 mètres de long, au bout de laquelle se situe la salle Hanyuan. La salle Hanyuan est reliée à des pavillons par des corridors, à savoir le pavillon Xiangluan à l'est et le pavillon Qifeng à l'ouest,. Ces pavillons sont composés de trois tronçons extérieurs de forme identique, mais de tailles différentes, reliés entre eux par des corridors. La plate-forme surélevée sur laquelle est bâtie la salle Hanyuan fait environ 15 mètres de haut, 200 mètres de large et 100 mètres de long. La salle Hanyuan, où de nombreuses cérémonies d'État ont été organisées, aurait servi de salle principale pour accueillir des ambassadeurs étrangers pendant les échanges diplomatiques.

### Cour centrale
La salle Xuanzheng se trouve à peu près à 300 mètres au nord de la salle Hanyuan. C'est là que, la plupart du temps, sont traitées les affaires d'État. Le bureau du secrétariat se trouve dans la partie l'ouest de cette salle et le bureau des chanceliers dans la partie est. C'est depuis cette salle que le département des affaires d'État, la chancellerie et le secrétariat gèrent tout ce qui relève du pouvoir central de l'Empire Tang, grâce au système des trois départements et six ministères.

### Cour intérieure
La salle Zichen, qui est située dans la cour intérieure, se trouve à environ 95 mètres au nord de la salle Xuanzheng. Elle héberge les bureaux du gouvernement central. Pour les fonctionnaires, c'est un grand honneur que d'être convoqué à la salle Zichen. Le bassin Taiye, également connu sous le nom de bassin Penglai, se trouve au nord de la salle Zichen. Il fait plus de 240 mu, soit à peu près 0,16 km ², et une île représentant la terre mythique de Penglai est construite en son sein. Les anciens jardins qui entouraient l'étang et l'île ont été recréés, après avoir réuni le plus de sources historiques possibles. On y trouve des pivoines, des chrysanthèmes, des pruniers, des roses, des bambous, des amandiers, des pêchers et des jardins de kaki.
La salle Linde est située à l'ouest de ce bassin, et elle sert de lieu de banquet, de représentations et de rites religieux. Même si son nom peut laisser croire qu'il s'agit d'une seule salle, il s'agit en fait du regroupement de trois salles, celle de devant, celle du milieu et celle de derrière, qui sont adjacentes les unes aux autres. Pour être complet, il faut signaler l'existence de la salle Sanqing, située dans le coin nord-est du palais Daming, qui sert de temple taoïste pour la famille impériale,, ainsi que d'un parc impérial se trouvant au nord du complexe palatial.

### Alentours
La zone située autour du palais est actuellement plantée de locustes, de saules, de fleurs diverses et de buissons.

## Héritage

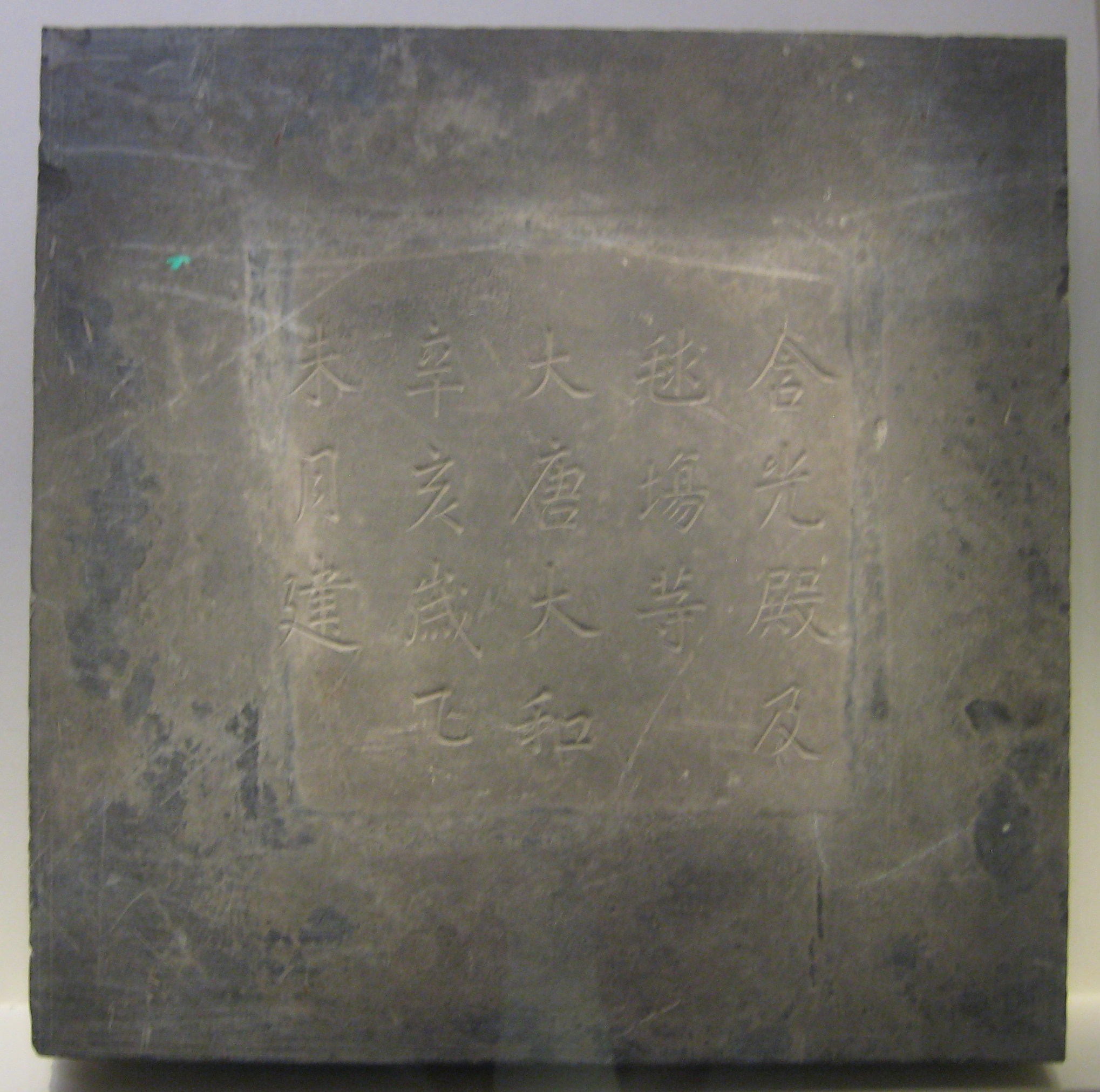
Inscription sur pierre découverte en 1956 qui commémore la construction de la salle Hanguang (含光殿) et d'un terrain de polo dans le palais Daming en 831.

Le site du palais Daming est découvert en 1957 et les premières fouilles du site de la salle Hanyuan sont réalisées entre 1959 et 1960, par l'Institut d'archéologie de l'Académie chinoise des sciences.
En 1993, les autorités chinoises lancent des mesures préventives de conservation du site de la salle Hanyuan. À la suite de cette décision, toute une série de fouilles et d'analyses sont menées sur le site entre 1994 et 1996, afin d'assurer sa restauration et sa préservation. Dans le même temps, l'administration nationale de l'héritage culturel (SACH) et l'UNESCO travaillent ensemble à l'élaboration d'un plan en deux étapes pour la sauvegarde de ce site,. Ce plan est adopté le 24 juillet 1995,, et les travaux liés à ce projet débutent en 1995 grâce à un effort conjoint du gouvernement chinois, des instituts chinois et japonais, de l'UNESCO et de divers spécialistes. La plupart des travaux de conservation sont achevés en 2003,.
Ces travaux de préservation et mise en valeur aboutissent à la création du Daming Palace National Heritage Park (chinois simplifié : 大明宫国家遗址公园 ; chinois traditionnel : 大明宮國家遺址公園 ; pinyin : dàmíng gōng guójiā yízhǐ gōngyuán), qui est ouvert au public le 1er octobre 2010. Ce parc/musée regroupe de nombreuses salles d'exposition, qui sont situées tout le long du site du complexe palatial, et dans lesquelles sont exposés les objets retrouvés lors des fouilles du site.